# ジャイアント・ステップ/ディ・オール・フォークス・アット・ホーム
『ジャイアント・ステップ/ディ・オール・フォークス・アット・ホーム』（Giant Step/De Ole Folks at Home）は、アメリカ合衆国のブルース・ミュージシャン、タジ・マハールが1969年に発表した3作目のスタジオ・アルバム。

## 背景
オリジナルLPは2枚組で、ディスク1『ジャイアント・ステップ』にはジェシ・エド・デイヴィス、ゲイリー・ギルモア、チャック・ブラックウェルをバックに従えた演奏が収録され、ディスク2『ディ・オール・フォークス・アット・ホーム』にはマハールのソロ・パフォーマンスが収録されている。「テイク・ア・ジャイアント・ステップ」はキャロル・キングとジェリー・ゴフィンがモンキーズに提供した曲のカヴァーで、マハールはソロ・デビュー前にも「ライジング・サンズ」名義で同作のカヴァーを録音しているが、ライジング・サンズのヴァージョンは1992年まで未発表となっていた。

## 反響・影響
マハールは本作で自身初の全米トップ100入りを果たし、1969年10月25日付のBillboard 200で最高85位を記録した。本作からのオリジナル曲「ファーザー・オン・ダウン・ザ・ロード」は、エリック・クラプトンのアルバム『オールド・ソック』（2013年）においてレゲエ・アレンジでカヴァーされており、クラプトンのヴァージョンにはマハール本人もゲスト参加した。

## 収録曲

### ジャイアント・ステップ
1. エイント・グワイン・ホイッスル・ディキシー - "Ain't Gwine Whistle Dixie Anymo'" (Taj Mahal, Jesse Ed Davis, Gary Gilmore, Chuck Blackwell) - 1:03
2. テイク・ア・ジャイアント・ステップ - "Take a Giant Step" (Carole King, Gerry Goffin) - 4:18
3. ギヴ・ユア・ウーマン・ホワット・シー・ウォンツ - "Give Your Woman What She Wants" (T. Mahal, Joel Hirschhorn) - 2:32
4. グッド・モーニング・リトル・スクール・ガール - "Good Morning Little School Girl" (Don Level, Bob Love) - 3:46
5. ユア・ゴナ・ニード・サムバディ・オン・ユア・ボンド - "You're Gonna Need Somebody on Your Bond" (Buffy Sainte-Marie) - 4:58
6. シックス・デイズ・オン・ザ・ロード - "Six Days on the Road" (Carl Montgomery, Earl Green) - 3:02
7. ファーザー・オン・ダウン・ザ・ロード - "Farther on Down the Road (You Will Accompany Me)" (T. Mahal, J. Ed Davis, G. Gilmore, C. Blackwell) - 4:40
8. キープ・ユア・ハンズ・オフ・ハー - "Keep Your Hands Off Her" (Huddie Ledbetter) - 2:16
9. ベーコン・ファット - "Bacon Fat" (Robbie Robertson, Garth Hudson) - 6:46

### ディ・オール・フォークス・アット・ホーム
1. ライニン・トラック - "Linin' Track" (H. Ledbetter) - 1:42
2. カントリー・ブルース#1 - "Country Blues No. 1" (Traditional / arranged by T. Mahal) - 2:39
3. ワイルド・オックス・モーン - "Wild Ox Moan" (Vera Hall, Ruby Pickens Tartt) - 2:48
4. ライト・レイン・ブルース - "Light Rain Blues" (T. Mahal) - 3:23
5. ア・リトル・ソウルフル・チューン - "A Little Soulful Tune" (T. Mahal) - 2:40
6. キャンディ・マン - "Candy Man" (Gary Davis) - 2:57
7. クラック・オールド・ヘン - "Cluck Old Hen" (Traditional / arranged by T. Mahal) - 2:33
8. カラード・アリストクラシー - "Colored Aristocracy" (Traditional / arranged by T. Mahal) - 2:07
9. ブラインド・ボーイ・ラグ - "Blind Boy Rag" (T. Mahal) - 4:14
10. スタッガー・リー - "Stagger Lee" (Harold Logan, Lloyd Price) - 3:26
11. ケイジャン・チューン - "Cajun Tune" (T. Mahal) - 1:59
12. フィッシン・ブルース - "Fishin' Blues" (Henry Thomas / arranged by T. Mahal) - 3:10
13. アニーズ・ラヴァー - "Annie's Lover" (Traditional / arranged by T. Mahal) - 3:33

## 参加ミュージシャン
- タジ・マハール - ボーカル、ハーモニカ、バンジョー、リゾネーター・ギター
- ジェシ・エド・デイヴィス - エレクトリック・ギター、アコースティック・ギター、ピアノ、オルガン
- ゲイリー・ギルモア - ベース
- チャック・ブラックウェル - ドラムス